# Перуджини, Кейт
Кэтрин Элизабет Макриди Перуджини (урождённая Диккенс; 29 октября 1839, Лондон — 9 мая 1929, Лондон) — английская художница викторианской эпохи, дочь Кэтрин Диккенс и Чарльза Диккенса.

## Биография
Урождённая Кэтрин Диккенс, в детстве называли Кейт или Кейти. Она была младшей дочерью Чарльза Диккенса и, по словам братьев и сестёр, любимым ребёнком отца. Отец назвал её в честь своего друга Уильяма Чарльза Макриди. Она также носила прозвище «Lucifer Box» («Ящик Люцифера», аллюзия на Ящик Пандоры) за свой вздорный характер.
В детстве она много путешествовала с семьёй и выступала в любительских театральных постановках своего отца, в том числе в 1857 году в пьесе Уилки Коллинза «Замороженная глубина» перед королевой Викторией. В 1858 году её родители разошлись, и дети остались с отцом. Причина расставания остается неясной, хотя ходят слухи о близких отношениях между Чарльзом Диккенсом и Эллен Тернан, актрисой, которая была на много лет моложе его, и Джорджиной Хогарт.
17 июля 1860 года Кейт в первый раз вышла замуж за художника и писателя Чарльза Олстона Коллинза. После смерти Чарльза Коллинза от рака в 1873 году, Кэйтрин вышла замуж за художника Чарльза Эдварда Перуджини. Первоначально они поженились тайно, а в 1874 году состоялась официальная церемония. У них родился один ребёнок — сын Леонард Ральф Диккенс Перуджини, который умер 24 июля 1876 года в возрасте семи месяцев. Кейт вместе с мужем активно участвовала в жизни образованного общества и поддерживала дружбу с Джеймсом Барри и Бернардом Шоу.
Чарльз Перуджини умер в 1918 году и был похоронен рядом с сыном. Кейт пережила мужа на десять лет, скончавшись в возрасте 89 лет. Одной из причин смерти, перечисленных в её свидетельстве о смерти, было «истощение».

## Творчество
В возрасте 12-ти лет Кэйтрин Диккенс начала изучать искусство в Бедфордском колледже — первом высшем учебном заведении для женщин в Великобритании. Она успешно занималась жанровой и портретной живописью, иногда сотрудничая со своим мужем Чарльзом Перуджини. Занимаясь творчеством, Кейт стремилась в глазах публики «отделиться» от отца, отказываясь ассоциироваться только с его славой.
В 1880 году сэр Джон Эверетт Милле написал её на одном из своих «самых поразительных портретов». Он был выставлен на летней выставке галереи Гровенор в 1881 году. На этой картине Перуджини стоит спиной к зрителю, но её всё равно легко узнать. Милле также использовал её в качестве модели для своей картины «Чёрный брауншвейгский гусар» (1860).
Кейт Перуджини выставляла свои работы на выставке Королевской академии художеств в 1877 году. Она также регулярно выставляла свои работы в Обществе британских акварелистов и в Обществе женщин-художниц. Перуджини отправила три работы в галерею Гровенора в период между 1880 и 1882 годами. Одна из них, озаглавленная «Циветтина» (1880), является жанровым полотном в «итальянском стиле», изображающим профиль девушки, повернутой спиной к зрителю, как в её собственном портрете кисти Дж. Э. Милле. 
Перуджини также выставляла свои работы во Дворце изящных искусств и Женском здании на Всемирной колумбийской выставке 1893 года в Чикаго.
Перуджини особенно известна своими портретами детей, в том числе: «Маленькая женщина» (1879), «Кормление кроликов» (1884), «Дороти де Мишель» (1892) и «Торговка цветами».

## Галерея

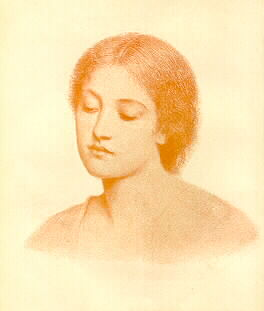
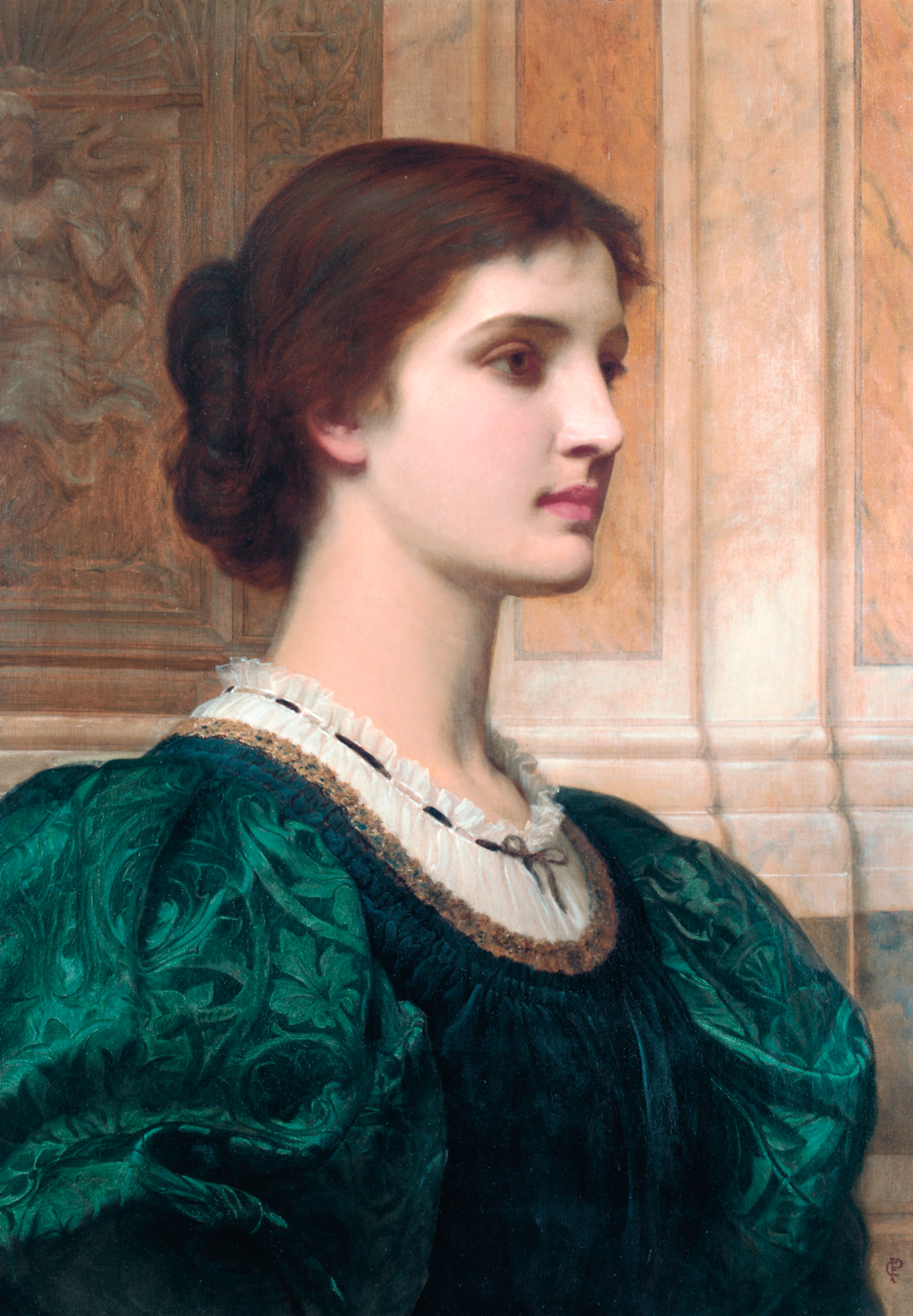
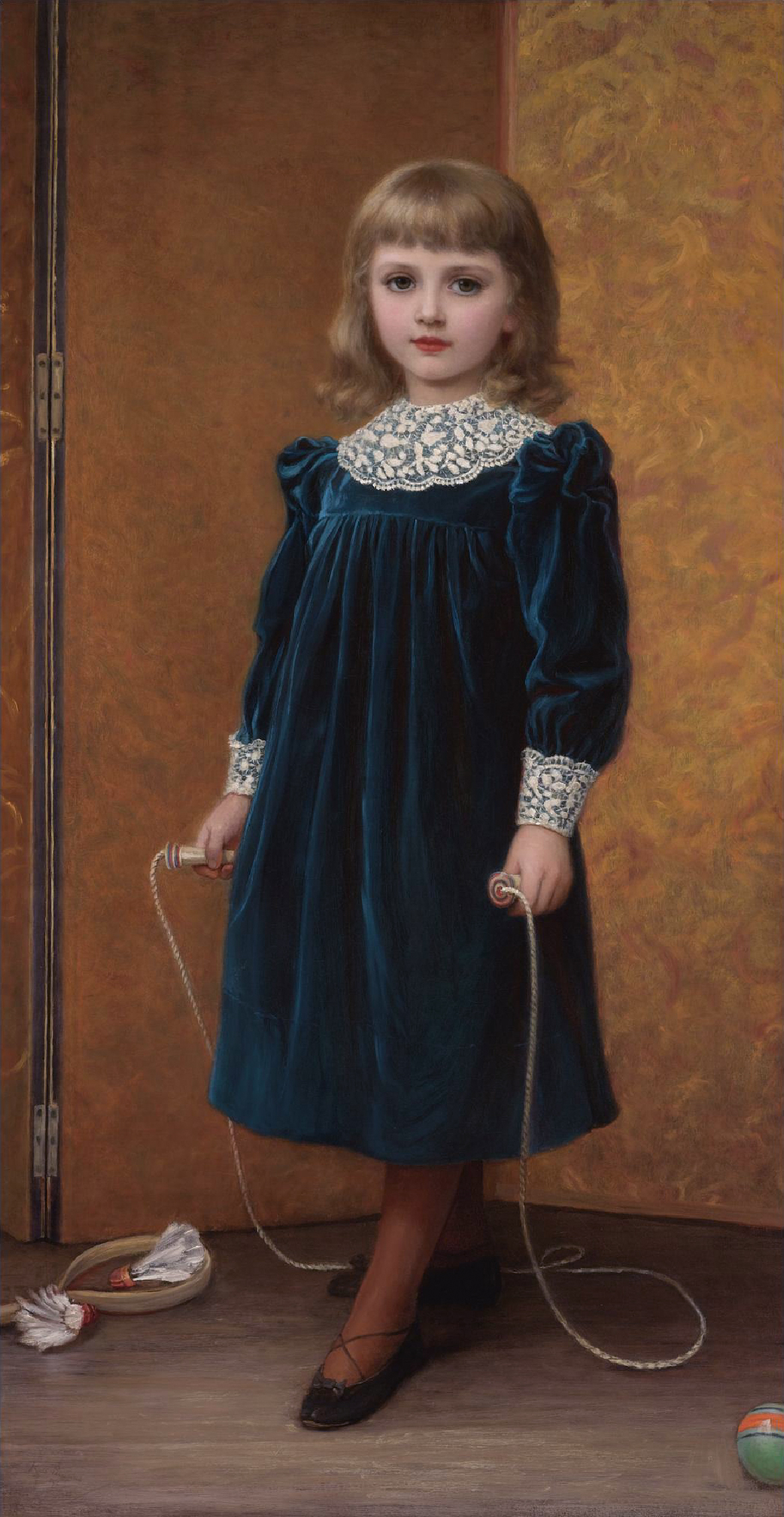
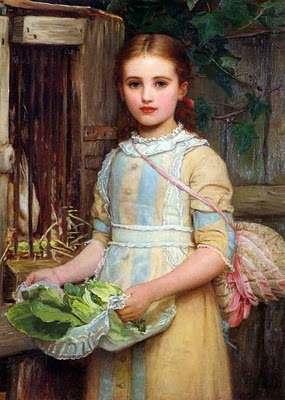